# زينال كندي
زينال‌ كندي هي قرية في مقاطعة مياندوآب، إيران. عدد سكان هذه القرية هو 1,105 في سنة 2006.